# William Shija
William Ferdinand Shija (Tanganica, 28 de abril de 1947 – Londres, 4 de octubre de 2014) fue un político tanzano, que ocupó el cargo de Secrtario General de la Commonwealth Parliamentary Association entre 2007 y 2014. También fue miembro de la Unión Africana del Parlamento Panafricano.

## Biografía
Antes de entrar en política, Shilja trabajó como funcionario y maestro. Después de recibir estudios universitarios en la India y en Estados Unidos, volvió a Tanzania. 
Shija fue miembro de la Asamblea Nacional de Tanzania de 1990 a 2005. Durante este tiempo, ocupó los cargos de Ministro de Ciencia, Tecnología y Educación Superior; Ministro de Información y Radiodifusión; Ministro de Energía y Minerales; y Ministro de Industrias y Comercio. Fue miembro del Parlamento Panafricano entre 2004 y 2005 y presidió la Comisión de Educación, Cultura, Turismo y Recursos Humanos. Fue legido el primer Secretario General del Commonwealth Parliamentary Association de origen africano el 9 de septiembre de 2006 y ocupó el cargo hasta 2014. Al abandonar la vida política, vivió en Londres hasta su muerte ese mismo año.